# Arsen'evskorva
Arsen'evskorva är en kulle i Antarktis. Den ligger i Östantarktis. Norge gör anspråk på området. Toppen på Arsen'evskorva är 2 141 meter över havet.
Terrängen runt Arsen'evskorva är kuperad norrut, men söderut är den platt. Terrängen runt Arsen'evskorva sluttar västerut. Trakten är obefolkad. Det finns inga samhällen i närheten. 